# Херомен (син на Ероп)
Херомен (на старогръцки: Ἡρομένης) е македонски благородник от Линкестида в Горна Македония.

## Биография
Той е най-големият син на военачалника Ероп. След убийството на цар Филип II Македонски от Павзаний през октомври 336 г. пр. Хр. Александър III Македонски екзекутира Херомен и брат му Арабей в деня на погребението на Филип II, заради участие в убийството. Най-малкият му брат Александър е оставен жив, понеже признава веднага Александър Велики за новия цар и става при него военачалник. През 330 г. пр. Хр. обаче също е екзекутиран от него.